# Hymenophyllum krauseanum
Hymenophyllum krauseanum är en hinnbräkenväxtart som beskrevs av Rodolfo Amando Philippi. Hymenophyllum krauseanum ingår i släktet Hymenophyllum och familjen Hymenophyllaceae. Inga underarter finns listade.